# إيزابيلا سميث اندروز
إيزابيلا سميث اندروز (بالإنجليزية: Isabella Smith Andrews)‏ هي كاتِبة نيوزيلندية، ولدت في 2 نوفمبر 1905، وتوفيت في 19 يونيو 1990.